# Danai Gurira
Danai Gurira est une actrice américaine, née le 14 février 1978 à Grinnell dans l'Iowa.
Elle est révélée, au grand public, grâce à son interprétation du personnage Michonne dans la série télévisée à succès The Walking Dead depuis 2012.
Forte d'une nouvelle notoriété, elle perce au cinéma et joue dans des longs métrages tels que All Eyez on Me . Elle intègre l'univers cinématographique Marvel dans le rôle de la guerrière Okoye, bras droit de Black Panther, et joue dans les blockbusters Black Panther, Avengers: Infinity War et Avengers: Endgame.

## Biographie

### Jeunesse et formation
Danai Jekesai Gurira est née à Grinnell, dans l'Iowa, de Josephine Gurira, une bibliothécaire universitaire, et de Roger Gurira, enseignant en chimie à l'université du Wisconsin à Platteville,,.
Ses parents, originaires de Rhodésie du Sud (actuel Zimbabwe), partent s'installer en 1964 aux États-Unis quand son père décide d'aller enseigner à l'université de Grinnell. Elle est la plus jeune de quatre enfants ; Shingai et Choni sont ses sœurs et Tare, son frère, est chiropraticien. Danai vit à Grinnell jusqu'en décembre 1983, au moment où ses parents décident de retourner vivre au Zimbabwe à Harare, après que le pays ait obtenu, en 1980, son indépendance.
Elle poursuit ses études au Dominican Convent High School à Harare. Ensuite elle retourne aux États-Unis pour entrer à l'université Macalester à Saint Paul (Minnesota), où elle a étudié la psychologie sociale et puis obtient son MFA de Tisch School of the Arts à l'université de New York. Elle est l'auteur de la pièce In the continuum avec Nikkole Salter.

### Carrière

#### Débuts et seconds rôles (2004-2011)
Elle débute, en 2004, en apparaissant dans un épisode de la série policière New York, section criminelle. 4 ans plus tard, après un premier rôle au théâtre, elle débute au cinéma, en jouant dans le drame encensé par la critique The Visitor, qui lui vaut son premier prix d'interprétation. La même année, elle joue un rôle mineur dans la comédie romantique La Ville fantôme.
Entre 2009 et 2010, elle fait ses armes à la télévision et intervient dans des épisodes de séries installées comme Life on Mars, New York, police judiciaire, American Experience ou encore Lie to Me. Au cinéma, elle peine encore à obtenir des rôles de premiers plans et se contente de brève interventions comme dans l'indépendant drame 3 Backyards porté par Edie Falco ainsi que le thriller horrifique My Soul to Take.
Elle signe ensuite pour son premier rôle récurrent dans la série dramatique et musicale, Treme, son personnage intervenant au total dans six épisodes.

#### Révélation à la télévision (2012-2017)

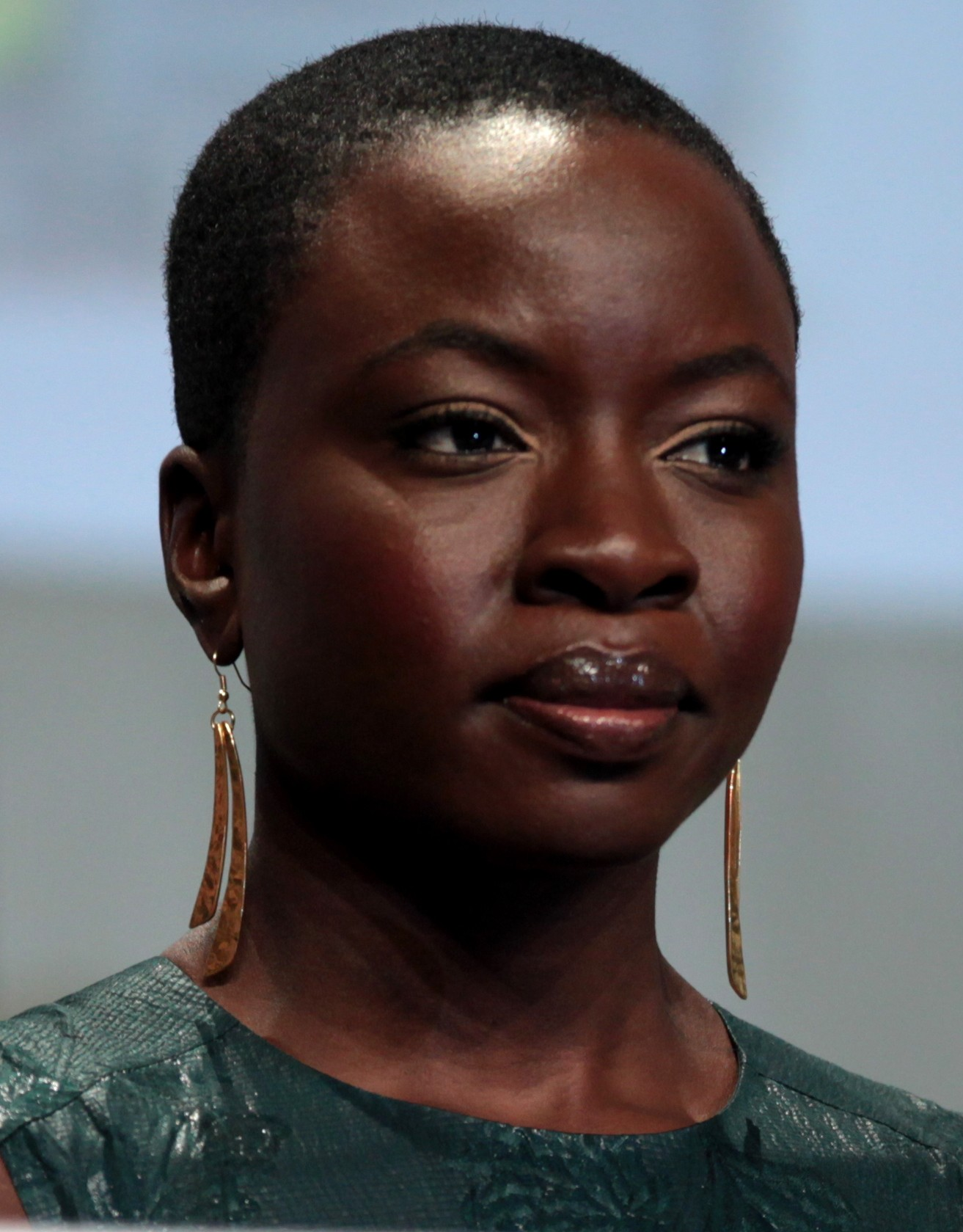
Lors de l'édition 2014 de la Comic-Con de San Diego, pour la promotion de The Walking Dead.

Elle se fait véritablement connaître du grand public avec le personnage de Michonne, qu'elle interprète dans la série télévisée à succès, The Walking Dead à partir de la troisième saison, en 2012. Cette série reçoit majoritairement des critiques très positives, est présentée comme un phénomène culturel par plus d'un média, et reçoit plusieurs nominations et récompenses pour la performance de ses acteurs ainsi que pour la qualité technique de ses épisodes.
Cette exposition permet enfin à Danai Gurira d'évoluer dans des rôles de premier plan comme pour le drame qu'elle porte en 2013, Mother of George, réel plébiscite critique qui lui vaut de nombreuses citations ainsi que le Black Reel Awards de la meilleure actrice. L'année d'après, elle prête sa voix à l'un des personnages du film d'animation Clochette et la Créature légendaire.
En 2015, elle écrit une pièce de théâtre dramatique pour Broadway, intitulée Eclipsed et portée par l'oscarisée Lupita Nyong'o, la production est saluée par la critique,,.  

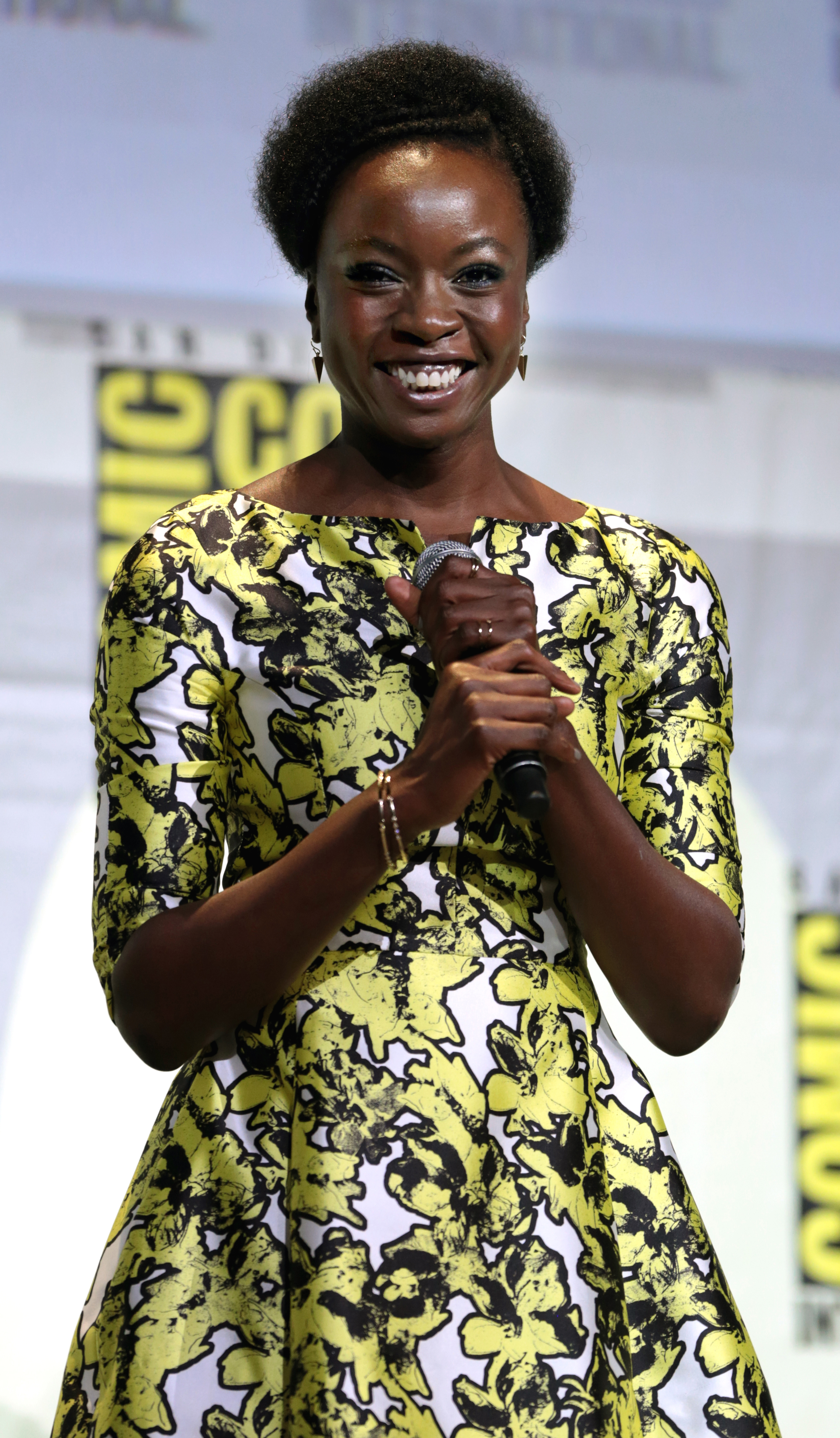
En 2016, lors de la Comic-Con de San Diego, pour la présentation du casting du blockbuster attendu Black Panther.

En 2016, elle remporte le Saturn Award de la meilleure actrice de télévision dans un second rôle grâce à son interprétation de Michonne.
En 2017, elle incarne Afeni Shakur, membre des Black Panthers et mère du rappeur Tupac Shakur, dans le biopic All Eyez on Me. Le film pâtit d'un accueil critique défavorable et d'un scénario controversé, mais l'interprétation de l'actrice n'est pas mise en cause et cette dernière reçoit une citation pour le NAACP Image Awards de la meilleure actrice.

#### Percée cinématographique (2018-)
En 2018, elle intègre l'univers cinématographique Marvel, afin de prêter ses traits à la générale du Wakanda, Okoye, un personnage fort, bras droit de La Panthère noire, qui fait son entrée dans le blockbuster Black Panther. Ce film de super-héros reçoit un accueil critique dithyrambique et rencontre un large succès au box office. Elle est amenée à reprendre son rôle dans plusieurs longs-métrages dont l'attendu Avengers: Infinity War. Cette même année, elle est doublement citée pour le Saturn Award de la meilleure actrice dans un second rôle à la fois pour son travail à la télévision et au cinéma. Elle remporte le prix pour Black Panther.
Elle est ensuite choisie pour devenir l'ambassadrice de la marque Reebok. Puis, Warner Bros. l'engage dans le blockbuster attendu Godzilla vs Kong et elle est pressentie pour intégrer la distribution du quatrième volet des aventures Star Trek de Paramount Pictures,,. Finalement, elle ne participe pas à ce dernier projet, à la suite du retrait des acteurs Chris Pine et Chris Hemsworth ainsi que de la réalisatrice S.J. Clarkson.

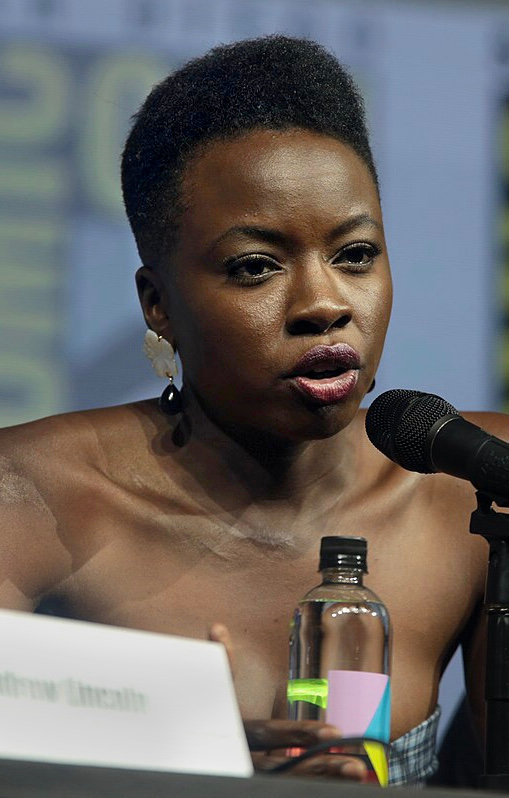
En promotion pour Black Panther, lors de l'édition 2018 de la Comic-Con.

C'est ainsi que, de plus en plus convoitée pour le grand écran, il est annoncé en début d'année 2019, que son personnage l'ayant révélé au grand public, Michonne, quitterait la distribution principale de la série The Walking Dead à partir de la saison 10. Dans le même temps, elle est officialisée au casting d'Avengers: Endgame reprenant le rôle d'Okoye. La même année, aux côtés de l'ensemble du casting principal de Black Panther, elle reçoit le SAGA de la meilleure distribution lors de la 25e cérémonie des Screen Actors Guild Awards et elle remporte le prix de la meilleure actrice dans un second rôle lors de la 50e cérémonie des NAACP Image Awards.
En 2019, elle collabore à nouveau avec Lupita Nyong'o pour l'adaptation en mini-série du livre qui a rencontré un franc succès en 2013, Americanah, pour le réseau HBO. Gurira travaillera sur l'écriture du pilote et officiera comme showrunneuse et productrice exécutive tout comme Nyong'o qui, quant à elle, jouera l'un des premiers rôles,. Dania Gurira explique les raisons de son engagement sur ce projet :

« À travers Americanah, Chimamanda a apporté une voix féminine africaine sans précédent en réponse à la conscience dominante. Il est intelligemment incisif, accusateur et pourtant plein d’humour et rempli d’humanité (...). Je suis honorée de porter à l'écran son incroyable roman. »

Durant cette période, son départ de The Walking Dead est confirmé alors que Lauren Cohan fait son retour. Cependant la production laisse la porte ouverte à la présence de son personnage dans le film centré sur le personnage de Rick Grimes interprété par Andrew Lincoln.

## Filmographie

### Comme actrice

#### Cinéma
- 2008 : The Visitor de Thomas McCarthy : Zainab
- 2008 : La Ville fantôme de David Koepp : un fantôme
- 2010 : 3 Backyards (en) d'Erich Mendelsohn : la femme en robe bleue
- 2010 : My Soul to Take de Wes Craven : Jeanne-Baptiste
- 2011 : Restless City d'Andrew Dosunmu : Sisi
- 2013 : Mother of George d'Andrew Dosunmu : Adenike Baloguna
- 2014 : Clochette et la Créature légendaire de Steve Loter : Fury (voix)
- 2017 : All Eyez on Me de Benny Boom : Afeni Shakur
- 2018 : Black Panther de Ryan Coogler : Okoye
- 2018 : Avengers: Infinity War d'Anthony et Joe Russo : Okoye
- 2019 : Avengers: Endgame d'Anthony et Joe Russo : Okoye
- 2022 : Black Panther: Wakanda Forever de Ryan Coogler : Okoye[31]

#### Séries télévisées
- 2004 : New York, section criminelle : Marei Rosa Rumbidzai (1 épisode : Inert Dwarf)
- 2009 : Life on Mars : Angela (1 épisode : The Simple Secret of the Note in Us All)
- 2009 : New York, police judiciaire : Courtney Owens (1 épisode : Fed)
- 2010 : American Experience : Sarah Steward (1 épisode : Dolley Madison)
- 2010 : Lie to Me : Michelle Russo (1 épisode : Exposed)
- 2010-2011 : Treme : Jill (6 épisodes)
- 2012-2020 : The Walking Dead : Michonne (rôle principal - 91 épisodes)
- 2017 : Robot Chicken : Michonne (voix, 1 épisode)
- 2021 : What If...? : Okoye (voix, 2 épisodes)
- 2024 : The Walking Dead: The One Who Lives : Michonne (rôle principal - 6 épisodes)
- prochainement : Wakanda spin-off Series de Ryan Coogler : Okoye

### Comme productrice
- 2020 : Americanah (série télévisée, 10 épisodes - également scénariste de l'épisode pilote)

## Théâtre
- 2008 :(en) Danai Gurira et Nikkole Salter, In the Continuum, Samuel French, 2008, 56 p. (ISBN 978-0-573-65089-5 et 0573650896)
- 2010 : (en) Danai Gurira, Eclipsed, 2010, 69 p. (ISBN 978-0-8222-2446-4 et 0822224461)
- 2013 : (en) Danai Gurira, The Convert, 2013
- 2016 : (en) Danai Gurira, Familiar, 2016

## Distinctions

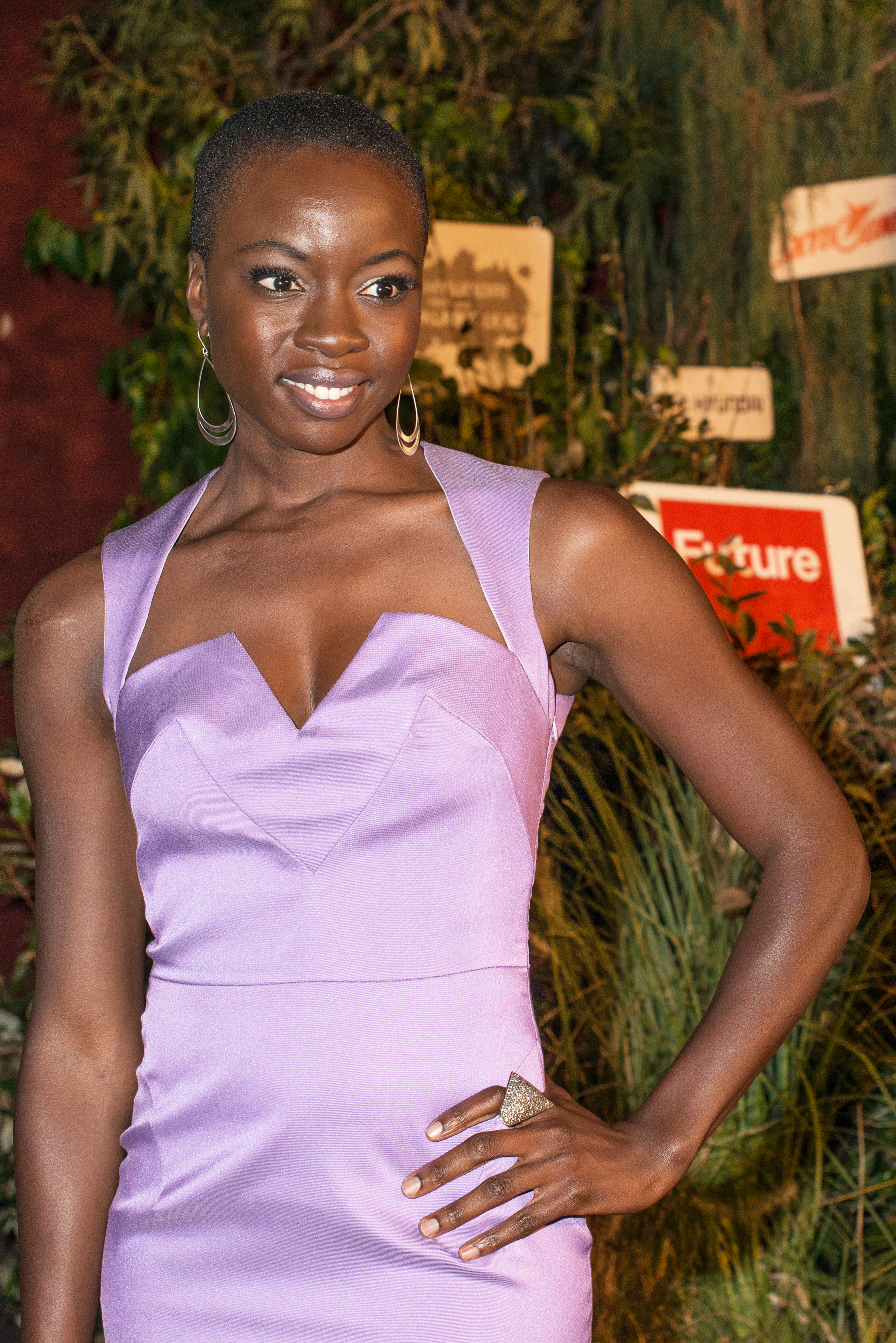
Lors d'une soirée organisée en l'honneur de la série télévisée The Walking Dead, en 2013.

Sauf indication contraire ou complémentaire, les informations mentionnées dans cette section proviennent de la base de données IMDb.

### Récompenses
- Method Fest Independent Film Festival 2008 : Meilleure actrice dans un second rôle pour The Visitor
- Satellite Awards 2012 : Meilleure distribution dans une série télévisée pour The Walking Dead
- Black Reel Awards 2014 : Meilleure actrice pour Mother of George
- Saturn Awards 2016 : meilleure actrice de télévision dans un second rôle pour The Walking Dead
- Essence Black Women in Hollywood 2018 : prix d'honneur
- People's Choice Awards 2018 : Star d'un film d'action de l'année pour Black Panther
- Saturn Awards 2018 : meilleure actrice dans un second rôle pour Black Panther
- CinEuphoria Awards (es) 2019 : meilleure actrice dans un second rôle pour Black Panther
- Screen Actors Guild Awards 2019 : meilleure distribution pour Black Panther
- NAACP Image Awards 2019 : meilleure actrice dans un second rôle pour Black Panther
- Saturn Awards 2019 : meilleure actrice de télévision dans un second rôle pour The Walking Dead
- CinEuphoria Awards (es) 2020 : Récompense honorifique pour The Walking Dead

### Nominations
- Boston society of film critics awards 2008 : Meilleure distribution pour The Visitor
- Gotham Awards 2008 : Meilleure distribution pour The Visitor
- Women Film Critics Circle Awards 2011 : Invisible Woman Awards pour 3 Backyards
- Women Film Critics Circle Awards 2013 : Meilleure actrice pour Mother of George
- Acapulco Black Film Festival 2014 : Meilleure actrice pour Mother of George
- Black Reel Awards 2014 : Meilleure révélation féminine pour Mother of George
- Chlotrudis Awards 2014 : meilleure actrice pour Mother of George
- NAACP Image Awards 2016 : Meilleure actrice dans un second rôle dans une série télévisée dramatique pour The Walking Dead
- Saturn Awards 2017 : meilleure actrice de télévision dans un second rôle pour The Walking Dead
- Black Reel Awards for Television 2017 : Meilleure actrice dans un second rôle dans une série télévisée dramatique pour The Walking Dead
- International Online Cinema Awards 2018 : meilleure actrice dans un second rôle pour Black Panther
- MTV Movie & TV Awards 2018 : 
  - meilleure équipe à l'écran pour Black Panther, nomination partagée avec Chadwick Boseman, Lupita Nyong'o et Letitia Wright
  - meilleur combat pour Avengers : Infinity War, nomination partagée avec Scarlett Johansson, Elizabeth Olsen et Carrie Coon
- NAACP Image Awards 2018 : Meilleure actrice pour All Eyez on Me
- Saturn Awards 2018 : meilleure actrice de série télé dans un second rôle pour The Walking Dead
- Teen Choice Awards 2018 : meilleure actrice dans un film de science-fiction pour Black Panther
- Black Reel Awards 2019 : meilleure actrice dans un second rôle pour Black Panther
- Gold Derby Awards 2019 : meilleure distribution pour Black Panther
- Kids' Choice Awards 2019 : Blimp Award pour Black Panther
- Online Film & Television Association 2019 : meilleure distribution pour Black Panther
- People's Choice Awards 2019 : actrice préférée dans une série télévisée pour The Walking Dead

## Voix francophones
En version française,  Danai Gurira est doublée à ses débuts par Annie Milon dans New York, police judiciaire, Laëtitia Lefebvre dans Lie to Me et Fily Keita dans Treme. Par la suite, elle est notamment doublée par Laura Zichy dans The Walking Dead et My Soul to Take, ainsi que par Géraldine Asselin dans l'univers cinématographique Marvel. Mélanie Dermont la double également dans All Eyez on Me.